# Reggina Calcio 2003-2004
Questa voce raccoglie le informazioni riguardanti la Reggina Calcio nelle competizioni ufficiali della stagione 2003-2004.

## Stagione
La Reggina disputa il suo quarto campionato di Serie A — il secondo consecutivo —  in cui raccoglie 34 punti, che valgono il tredicesimo posto. Nella stagione precedente, la squadra si è salvata grazie alla vittoria dello spareggio contro l'Atalanta: 0-0 il risultato allo Stadio Oreste Granillo e 1-2 in rimonta a Bergamo con reti di Francesco Cozza ed Emiliano Bonazzoli.
Il precampionato è stato ricco di soddisfazioni per la squadra amaranto che, grazie alla presenza in rosa del calciatore Shunsuke Nakamura facente da traino, è stata invitata per un'amichevole di lusso al Nissan Stadium in Giappone, proprio contro la squadra di provenienza di Nakamura, lo Yokohama Marinos. 
La gara — svoltasi in un clima di festa con oltre 65.000 biglietti venduti — ha visto la Reggina trionfare (1-2), grazie alle reti di Roberto Stellone e Emiliano Bonazzoli; la rete per i nipponici è stata siglata su rigore da Oku.

Grazie a questo evento, la società calabrese ha potuto contare su un incasso da club di alto livello, con più di 50.000 tra maglie, accessori e memorabilie vendute.
Miglior marcatore stagionale è stato David Di Michele con 11 reti complessive, di cui 8 in campionato. 8 anche le reti in campionato di Cozza, seguito con 2 reti da Bonazzoli, Dall'Acqua, Mozart e Nakamura. Chiudono con 1 rete Stellone, Leon e Sottil.
Lo sponsor tecnico è stato l'azienda Asics, mentre diversi sono stati gli sponsor di maglia a succedersi nel corso del campionato: dapprima l'azienda Spi Serramenti, per il girone di ritorno l'importante ed internazionale istituto di credito Credit Suisse, mentre per l'ultima giornata disputata sul campo di Lecce, la catena giapponese Family Mart. 
Sponsor esclusivo della Coppa Italia è stato invece l'azienda calabrese Stocco&Stocco; in questa competizione, la Reggina è entrata in scena nel secondo turno eliminando nel doppio confronto la Salernitana, venendo successivamente estromessa dall'Inter negli ottavi di finale.

## Rosa
| N. |                      | Ruolo | Calciatore              |
| -- | -------------------- | ----- | ----------------------- |
| 1  | Italia (bandiera)    | P     | Emanuele Belardi        |
| 2  | Italia (bandiera)    | D     | Gianluca Comotto        |
| 3  | Italia (bandiera)    | D     | Gianluca Falsini        |
| 4  | Italia (bandiera)    | D     | Davide Baiocco          |
| 5  | Paraguay (bandiera)  | C     | Carlos Humberto Paredes |
| 6  | Italia (bandiera)    | D     | Giovanni Morabito       |
| 7  | Italia (bandiera)    | A     | Roberto Stellone        |
| 8  | Italia (bandiera)    | A     | Emiliano Bonazzoli      |
| 9  | Italia (bandiera)    | A     | Stefano Dall'Acqua      |
| 10 | Giappone (bandiera)  | C     | Shunsuke Nakamura       |
| 11 | Honduras (bandiera)  | C     | Julio César de León     |
| 12 | Italia (bandiera)    | P     | Graziano Tilaro         |
| 14 | Italia (bandiera)    | D     | Ivan Franceschini       |
| 16 | Rep. Ceca (bandiera) | P     | Martin Lejsal           |

| N. |                      | Ruolo | Calciatore                 |
| -- | -------------------- | ----- | -------------------------- |
| 17 | Italia (bandiera)    | A     | David Di Michele           |
| 18 | Italia (bandiera)    | D     | Andrea Sottil              |
| 19 | Italia (bandiera)    | C     | Giacomo Tedesco            |
| 20 | Italia (bandiera)    | C     | Giandomenico Mesto         |
| 21 | Italia (bandiera)    | D     | Stefano Torrisi            |
| 22 | Brasile (bandiera)   | C     | Mozart                     |
| 23 | Colombia (bandiera)  | D     | Gonzalo Martínez           |
| 23 | Italia (bandiera)    | P     | Ferdinando Coppola         |
| 24 | Italia (bandiera)    | C     | Giovanni Lavrendi          |
| 25 | Rep. Ceca (bandiera) | D     | Martin Jiránek             |
| 27 | Italia (bandiera)    | C     | Tommaso Salvestroni        |
| 28 | Italia (bandiera)    | D     | Simone Giacchetta          |
| 35 | Italia (bandiera)    | C     | Francesco Cozza (capitano) |

## Risultati

### Serie A

#### Girone di andata
| Arbitro: | De Santis (Roma) |

|                         |           |                       |
| Cozza 5’ Di Michele 41’ | Marcatori | 64’ Bazzani 73’ Diana |

| Arbitro: | Dondarini (Finale Emilia) |

|               |           |            |
| Di Natale 40’ | Marcatori | 27’ Mozart |

| Arbitro: | Bertini (Arezzo) |

|                                                            |           |                                                   |
| Di Biagio 10’ Caracciolo 52’ A. Filippini 53’ Petruzzi 85’ | Marcatori | 24’ (rig.), 73’ Nakamura 39’ Bonazzoli 62’ Sottil |

| Arbitro: | Racalbuto (Gallarate) |

|  |           |                        |
|  | Marcatori | 13’ Di Vaio 50’ Nedved |

| Perugia 5 ottobre 2003, ore 18:00 5ª giornata | Perugia          | 0 – 0 referto | Reggina | Stadio Renato Curi (8.000 spett.)\| Arbitro: \| Bertini (Arezzo) \| |
| Arbitro:                                      | Bertini (Arezzo) |               |         |                                                                     |

| Arbitro: | Messina (Bergamo) |

|                     |           |         |
| Mozart 21’ Leon 89’ | Marcatori | 90’ FLo |

| Reggio Calabria 26 ottobre 2003, ore 15:00 7ª giornata | Reggina        | 0 – 0 referto | Ancona | Oreste Granillo (19.598 spett.)\| Arbitro: \| Palanca (Roma) \| |
| Arbitro:                                               | Palanca (Roma) |               |        |                                                                 |

| Arbitro: | Pellegrino (Barcellona Pozzo di Gotto) |

|                        |           |  |
| Montella 18’ Carew 81’ | Marcatori |  |

| Arbitro: | Rodomonti (Roma) |

|                |           |                |
| Dall'Acqua 31’ | Marcatori | 44’ Campedelli |

| Arbitro: | De Santis (Roma) |

|                                                                               |           |  |
| Cannavaro 33’ Martins 43’ Van Der Meyde 50’ Farinos 59’ Cruz 66’ C. Vieri 74’ | Marcatori |  |

| Reggio Calabria 30 novembre 2003, ore 15:00 11ª giornata | Reggina             | 0 – 0 referto | Bologna | Stadio Oreste Granillo (20.000 spett.)\| Arbitro: \| Collina (Viareggio) \| |
| Arbitro:                                                 | Collina (Viareggio) |               |         |                                                                             |

| Arbitro: | Collina (Viareggio) |

|             |           |  |
| Jancker 87’ | Marcatori |  |

| Reggio Calabria 14 dicembre 2003, ore 15:00 13ª giornata | Reggina           | 0 – 0 referto | Chievo | Stadio Oreste Granillo (20.000 spett.)\| Arbitro: \| Trefoloni (Siena) \| |
| Arbitro:                                                 | Trefoloni (Siena) |               |        |                                                                           |

| Arbitro: | Saccani (Mantova) |

|                      |           |                          |
| Gilardino 85’ (Rig.) | Marcatori | 26’ Di Michele 90’ Cozza |

| Arbitro: | Collina (Viareggio) |

|                          |           |              |
| Di Michele 60’ Cozza 71’ | Marcatori | 16’ Liverani |

| Arbitro: | Rosetti (Torino) |

|                                   |           |            |
| Kakà 9’ Kakà 53’ Pirlo 70’ (Rig.) | Marcatori | 2’ Torrisi |

| Arbitro: | Rodomonti (Roma) |

|           |           |                              |
| Cozza 25’ | Marcatori | 2’, 60’ Bojinov 4’ Chevantón |

#### Girone di ritorno
| Arbitro: | Cassarà (Palermo) |

|                         |           |  |
| Bazzani 45’ Bazzani 47’ | Marcatori |  |

| Arbitro: | Bertini (Arezzo) |

|                                        |           |  |
| Cozza 50’ (Rig.) Di Michele 89’ (Rig.) | Marcatori |  |

| Reggio Calabria 8 febbraio 2004, ore 15:00 20ª giornata | Reggina        | 0 – 0 referto | Brescia | Stadio Oreste Granillo (19.783 spett.)\| Arbitro: \| Pieri (Genova) \| |
| Arbitro:                                                | Pieri (Genova) |               |         |                                                                        |

| Arbitro: | Bertini (Arezzo) |

|             |           |  |
| Maresca 51’ | Marcatori |  |

| Arbitro: | Bolognino (Milano) |

|                  |           |                         |
| Cozza 54’ (Rig.) | Marcatori | 19’ Zé Maria 90’ Hubner |

| Siena 28 febbraio 2004, ore 18:00 23ª giornata | Siena            | 0 – 0 referto | Reggina | Stadio Artemio Franchi (9.000 spett.)\| Arbitro: \| Bertini (Arezzo) \| |
| Arbitro:                                       | Bertini (Arezzo) |               |         |                                                                         |

| Arbitro: | Palanca (Roma) |

|         |           |                |
| Ganz 7’ | Marcatori | 39’ Di Michele |

| Reggio Calabria 14 marzo 2004, ore 15:00 25ª giornata | Reggina          | 0 – 0 referto | Roma | Stadio Oreste Granillo (23.000 spett.)\| Arbitro: \| Paparesta (Bari) \| |
| Arbitro:                                              | Paparesta (Bari) |               |      |                                                                          |

| Arbitro: | Messina (Bergamo) |

|            |           |                              |
| Kamara 90’ | Marcatori | 18’ Bonazzoli 45’ Di Michele |

| Arbitro: | Rodomonti (Roma) |

|  |           |                                  |
|  | Marcatori | 40’ (aut.) Bonazzoli 90’ Adriano |

| Arbitro: | Racalbuto (Gallarate) |

|                            |           |                            |
| Locatelli 43’ Bellucci 68’ | Marcatori | 7’ Di Michele 29’ Stellone |

| Arbitro: | Pellegrino (Barcellona Pozzo di Gotto) |

|  |           |              |
|  | Marcatori | 77’ Iaquinta |

| Verona 18 aprile 2004, ore 15:00 30ª giornata | Chievo               | 0 – 0 referto | Reggina | Stadio Marcantonio Bentegodi (9.964 spett.)\| Arbitro: \| Gabriele (Frosinone) \| |
| Arbitro:                                      | Gabriele (Frosinone) |               |         |                                                                                   |

| Arbitro: | Pellegrino (Barcellona Pozzo di Gotto) |

|             |           |              |
| Torrisi 48’ | Marcatori | 9’ Bresciano |

| Arbitro: | Bolognino (Milano) |

|           |           |                  |
| Lopez 22’ | Marcatori | 52’ (rig.) Cozza |

| Arbitro: | Ayroldi (Molfetta) |

|                                |           |              |
| Di Michele 8’ Cozza 30’ (Rig.) | Marcatori | 51’ Ševčenko |

| Arbitro: | Rocchi (Firenze) |

|                                |           |                |
| Chevantón 11’ Franceschini 38’ | Marcatori | 32’ Dall'Acqua |

### Coppa Italia

#### Secondo turno
| Arbitro: | Nucini (Bergamo) |

|  |           |                                        |
|  | Marcatori | 11’ Gia. Tedesco 34’ (rig.) Di Michele |

| Arbitro: | Pellegrino (Barcellona Pozzo di Gotto) |

|                              |           |  |
| León 50’, 71’ Di Michele 52’ | Marcatori |  |

#### Fase finale
| Arbitro: | Palanca (Roma) |

|               |           |                |
| Cruz 61’, 75’ | Marcatori | 55’ Di Michele |

| Arbitro: | Tombolini (Ancona) |

|          |           |                      |
| León 38’ | Marcatori | 90+3’ (aut.) Belardi |